# デイヴィ・スピラーン
デイヴィ・スピラーン（Davy Spillane、1959年 - ）は、アイルランドの音楽家で、イリアン・パイプス奏者である。他のイリアン・パイプス奏者と同様に、ティン・ホイッスルやロー・ホイッスルなども演奏する。
映画『嵐が丘』(Emily Bronte's Wuthering Heights ) のサウンドトラックでは、坂本龍一との共演を果たし、また、日本では2000年のNHK大河ドラマ『葵 徳川三代』のサウンドトラックに参加したことでも知られる。